# ترفورت
شهر ترفورت (به آلمانی: Treffurt) در ایالت تورینگن در کشور آلمان واقع شده‌است.